# نسيبة زينالوفا
نسيبة جهانكير قيزي زيلينوفا (بالأذربيجانية: Nəsibə Cahangir qızı Zeynalova) ممثلة أذلابيجانية، وفنانة الشعب في جمهورية أذربيجان الاشتراكية السوفيتية (1967)، حائزة على جائزة حكومية جمهورية أذربيجان الاشتراكية السوفيتية.

## حياته
ولدت نسيبة زيلينوفا في 20 أبريل، عام 1916. والدها كربلاء جهانكير زيلينوف ولد في باكو وكان والدها التاجر المعروف والممثل.
وكان جهانكير زيلينوف مؤسس مدرسة التمثيل الواقعية الوطنية في أذربيجان.
كانت نسيبة زيلينوفا عضوا في جمعية الدراما في عام 1932.
بدأت فعالياتها كممثلة في مسرح سيار كولخوز في عام 1934.
ولقد عملت في هذا المسرح خلال سنة، بعد ذلك في عام 1938 قبلت للانضمام إلي فرقة المسرح في المسرح الموسيقي الكوميدي (أذربيجان) كممثلة درجة الأولى.
في نفس السنة دخلت إلى مدرسة المسرح في باكو ودرست فيها تعليم التمثيل.
توفيت نسيبة زيالنوفا في 10 مارس، 2004 في باكو.

## إبداعها
تلقت نسيبة زيلينوفا درسا من الكسندر توقاموف، محرم هاشيموف، أغاساديك جريبيلي ولعبت أدوار «كاتارينة»، «إلويرة»، «يليزويطة».
بين رواق أدوارها الغنية للممثلة التي عازفها في أعمال الترجمة كابات وبربلي، زيرلدينى، زيوار هانم، ألمى (تفاح)، جيسيا، جولبدام هي لعبت أدوار هامة.
في 20 أبريل لعام 1997، تم منح نسيبة زينالوفا وسام "شهرة" بأمر رئيس سابق لجمهورية أذربيجان حيدر علييف لخدماتها الفعال في تطوير فن المسرح.

### أدوارها في المسرح
مسمى، توكاز، زمفيرا، رخشندى، توكاز، المنير، جبلة فاطمة، مرجان، عسمت، جولياناق، زينب، جميلة.

## ذكرى ميلادها
- وقع رائس لجمهوريم أذربيجان إلهام علييف مرسوم حول الاحتفال للذكرى المئوية نسيبة زيلينوفا، في 17 مارس 2016.[4]
- أقيمت الأمسية الأدبية والفنية بمناسبة الذكرى المئوية لميلاد نسيبة زيلينوفا في فيينا، في 18 يناير، عام 2017.

ولقد عرض فيلم «حماة» باللغة الألمانية في الترجمة لأول مرة في ليلة الذكرى المئوية. في يوم 18 يناير في أذربيجان.

## وسام
- وسام «شهرة» 1997

## روابط خارجية
- نسيبة زينالوفا على موقع IMDb (الإنجليزية)